# クラリネット・ポルカ
クラリネット・ポルカ（Clarinet Polka, A Hupfata, Kirta Polka, Klarinetten Muckl ドイツ語, Polka Dziadek ポーランド語）は、ポルカの楽曲の一つ。由来には諸説あるが、一般に俗曲として扱われる。
急速なアルペッジョを中心とした器楽的な曲で、最も一般的な演奏形態はクラリネットの独奏あるいは重奏で、変ロ長調の軽快なポルカとして演奏される。この他、アコーディオンやヨーデルを含む様々な演奏形態のために編曲して演奏されている。
日本では、「おはようパーソナリティ」（朝日放送 →　朝日放送ラジオが関西ローカル向けに放送する早朝帯の生ワイド番組）シリーズにおいて、初代に当たる『おはようパーソナリティ中村鋭一です』の開始当初（1971年4月1日）から半世紀以上にわたってオープニングとエンディングのテーマ曲に使われている。

## 由来
この曲がいつごろ成立し、誰によって書かれたものかは諸説がある。
- 19世紀終わりのオーストリアにおいて、A.ハンプファット（A. Humpfat）なる人物によって書かれたとする説。20世紀初めに"Polka Dziadek"（「おじいさんのポルカ」）として知られるようになった[1]もので、ドイツ語圏を中心によく使われる題名 "A Hupfata" [2]は作曲者の名前によるものとする。ポーランド第一ラジオ（en:Polskie_Radio_Program_I ）の調査による[3]。

- ポーランドの指揮者・作曲家カロル・ナミスロフスキ（ポーランド語版）の作曲とする説[4]。民族的な楽団を組織して広範な演奏活動を行い、そこで"Polka Dziadek"が生まれたとされる。

- カール・プロハスカが作曲[5]、あるいはプロハスカがポーランド民謡を編曲したものとする[6]説。

- ポーランド民謡を由来とする[7]説。